# Invasão do Daguestão de 1999
A invasão do Daguestão, também conhecida como a Guerra no Daguestão e Guerra do Daguestão,  começou quando um grupo baseado na Chechénia, a Brigada Islâmica Internacional (IIPB), uma milícia islâmica liderada pelos chefes militares Shamil Basayev e Ibn al-Khattab, invadiram a república russa vizinha: o Daguestão, em 7 de agosto de 1999, com apoio dos rebeldes separatistas islâmicos do Daguestão. A guerra terminou com a retirada do IIPB e foi um dos fatores que desencadearam a Segunda Guerra na Chechênia.

## Antecedentes
Durante o período entre-guerras de 1997-1999, a Chechénia estava em anarquia e colapso econômico causado pela Primeira Guerra da Chechênia que a devastou. O governo de Aslan Maskhadov não foi capaz de reconstruir o país e de prevenir que uma série de chefes militares tivessem um controle efetivo na região. Relações entre o governo e radicais se polarizaram. Em março de 1999, Maskhadov fechou o parlamento checheno e introduziu aspectos da lei da Sharia. Apesar da lei, extremistas islâmicos, tais como Shamil Basayev e o árabe Ibn Al-Khattab continuaram a minar o governo Maskhadov. Em abril de 1998, este grupo radical declarou publicamente o seu objetivo de longo prazo da criação de um Estado islâmico sob a união da Chechénia e do Daguestão e a expulsão dos russos de toda a região do Cáucaso.
Em finais de 1997, Bagauddin Magomedov, o líder da etnia Avar, da ala radical do Wahhabismo daguestani (Salafismo), tinha fugido com sua comitiva à Chechénia. Lá ele estabeleu laços estreitos com a Al-Khattab e outros líderes da comunidade wahhabitas da Chechénia durante a guerra. Em Janeiro de 1999, Khattab começou a formação de uma "Legião islâmica" com voluntários muçulmanos estrangeiros. Ao mesmo tempo, ele comandou a "Unidade de pacificação do Majlis (o parlamento) de Ichkeria e de Daguestão". A série de invasões da Chechénia ao Daguestão ocorreu no período entre-guerras, culminando no ataque de 1997 sobre uma guarnição militar federal perto da cidade daguestani de Buinaksk. Os ataques regulares envolveram alvejamentos a policiais e civis do Daguestão.
Em Abril de 1999, Magomedov "o Emir do Jamaat Islâmico do Daguestão", fez um apelo aos "patriotas islâmicos do Cáucaso" a "tomar parte na jihad" e fazer a sua parte na "libertação do Daguestão e do Cáucaso do jugo colonial russo." De acordo com esta visão wahhabista de proeminentes Dagestanis, defensores da ideia de um Daguestão livre e islâmico teriam que se alistar no "Exército Islâmico do Cáucaso", que tinha fundado e reportado ao exército da sede (na aldeia de Karamakhi) para o deveres militares. O governo checheno de Turpal-Ali Atgeriev reivindicava que tinha alertado o então Diretor do Serviço Federal de Segurança da Federação da Rússia (FSB), Vladimir Putin, no Verão de 1999, da iminente incursão de separatistas chechenos no Daguestão.

## A invasão

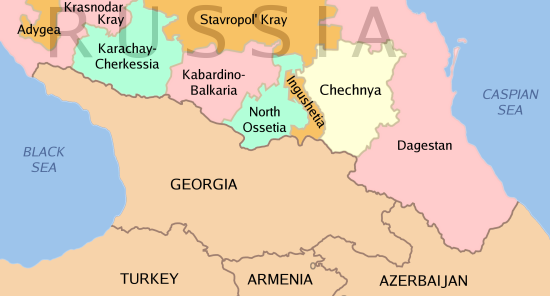
Regiões norte-caucasianas na Federação Russa, repúblicas "problemáticas" para a Rússia.

Em 4 de agosto de 1999, vários soldados do Ministério da Administração Interna Russa (MVD) foram mortos em um conflito fronteiriço com um grupo de guerrilheiros liderados por Magomedov de Bagaudin Kebedov. Três dias mais tarde, em 7 de agosto, Basayev e Khattab lançaram uma incursão no Daguestão com um grupo de cerca de 1500-2000 militantes armados constituído por radicais islâmicos da Chechenia e do Daguestão, bem como árabes e islamistas internacionais. Eles apreenderam as vilas de Ansalta, Rakhata e Shadroda e chegaram a aldeia de Tando, perto do distrito da cidade Botlikh. Em 10 de agosto, eles anunciaram o nascimento do "Estado islâmico independente do Daguestão" e declararam guerra aos "governos de traidores daguestanis" e "as unidades de ocupação da Rússia."
A resposta militar federal a invasão foi lenta, e os esforços foram inicialmente hesitantes e desorganizados. Devido a isso, todas as primeiras resistências, e grande parte delas, foram realizadas pela polícia daguestani, por milícias espontaneamente organizadas por cidadãos, e por aldeões individuais daguestanis. Basayev e Khattab não foram acolhidos como "libertadores" como haviam esperado; os aldeões daguestanis consideraram a força invasora como ocupantes e  fanáticos religiosos indesejáveis. Em vez de uma maciça insurreição anti-russa, as áreas fronteiriças viram mais ou menos uma mobilização de voluntários contra o exército de Basayev e Khattab.
Com uma livre e espontânea resistência daguestani ao invasor, a força aérea e a artilharia russa tiveram o melhor apoio para entrar junto, derrotar os indesejados e manter a integridade territorial da Rússia. Enquanto a Primeira Guerra Chechena havia mostrado as limitações do seu uso, aqui, foi invocada para assegurar que os russos não perderiam a guerra nos primeiros dias. Os rebeldes foram bloqueados pela ferocidade dos bombardeios: as suas linhas de abastecimento foram cortadas e dispersas, explodidas remotamente com minas. Isto deu tempo para Moscou montar um contra-ataque pelo Coronel-Geral Viktor Kazantsev, comandante do distrito militar do Cáucaso Norte. Em 23 agosto os rebeldes anunciaram que estavam se retirando do distrito de Botlikh "para começar uma nova fase nas suas operações".
Em 27 de agosto Putin, então como o novo Primeiro-ministro da Rússia (desde 9 de agosto, o terceiro dia dos combates), voou para o Daguestão e ordenou um ataque punitivo contra o  wahhabitas daguestanis da zona de Kadar (a qual seu antecessor Sergei Stepashin tinha concedido uma autonomia limitada no ano anterior), apesar de não terem participado na revolta.
Na noite de 4 de setembro, como as forças federais estavam lutando para acabar com os últimos bastiões de resistência em Kadar, um carro bomba destruiu um edifício militar na cidade daguestani de Buynaksk, matando 64 pessoas e iniciando o primeiro a primeira onda de bombardeios russos. Nesse mesmo dia 5 de Setembro, na Chechénia rebeldes lançaram uma segunda incursão na região de várzea de Novolakskoye no Daguestão, desta vez com uma força maior. Os rebeldes chegaram a apenas cinco quilômetros dentro da grande cidade de Khasavyurt e ameaçaram a capital da república, Makhachkala. A segunda invasão à altura das hostilidades na zona Karamakhi em 5 de setembro, veio como uma surpresa desagradável para Moscou e Makhachkala. Segundo Basayev, o objetivo da segunda invasão foi de confundir forças federais que atacavam Karamakhi e Chabanmakhi. Combates intensivos continuaram até 12 de setembro, quando forças federais apoiadas por voluntários locais finalmente forçaram os islamistas voltar à Chechénia, apesar de confrontos armados esporádicos continuarem durante algum tempo depois.
Até meados de Setembro de 1999, os militantes foram encaminhados a partir das aldeias que tinham sido apreendidas e empurrados para trás das fronteiras da Chechénia. Entretanto, a Força Aérea da Rússia já tinha começado bombardear alvos na Chechénia. Pelo menos várias centenas de pessoas foram mortas em combate, incluindo um número desconhecido de civis. O lado federal admitiu que sofreram cerca de 279 mortos e 987 feridos.

## Consequências
A Rússia continuou com a campanha de bombardeio ao sudeste da Chechénia, em 23 de setembro, caças russos bombardearam alvos em torno da capital chechena Grozny. Aslan Maskhadov, o presidente separatista da Chechênia (ChRI), se opôs à invasão do Daguestão, e ofereceu uma violenta repressão exercida sobre os chefes militares renegados. Foi recusada pelo Kremlin e, em Outubro de 1999, após uma sequência de quatro atentados bombistas a apartamentos russos, a Rússia responsabilizou os chechenos, assim, forças russas invadiram a Chechénia por terra, começando a Segunda Guerra na Chechênia. Desde então, Daguestão é um local de uma revolta em curso, o baixo nível de insurreição tornou parte da nova guerra chechena. Este conflito entre o governo e os islâmicos armados no Daguestão (em particular o grupo Jamaat Shariat) auxiliados pelos guerrilheiros chechenos já custou vidas de mais de centenas de pessoas.
A guerra no Daguestão resultou no deslocamento de 32000 civis daguestanis. Segundo o pesquisador Robert Bruce Ware, as invasões de Basayev e Khattab eram potencialmente genocidas em que eles atacaram aldeias de montanha para acomodar populações inteiras de pequenos grupos etno-linguísticos. Além disso, Ware afirma que as invasões são devidamente descritas como atentados terroristas, porque inicialmente envolviam ataques contra civis e policiais daguestanis.